# Sopravvento e sottovento
Sopravvento e sottovento sono due termini nautici utilizzati per indicare una relazione avente ad oggetto la posizione relativa di due o più entità (persone, imbarcazioni, boe, oggetti eccetera) rispetto alla direzione del vento e a un punto di riferimento. 
Elementi costitutivi della relazione sono:
- Entità 1
- Entità 2
- Direzione del vento

## Definizioni
Un'entità 1 si dice sopravento a un'entità 2 quando l'entità 1 si trova tra la direzione del vento e l'entità 2.
Un'entità 1 si dice sottovento a un'entità 2 quando l'entità 2 si trova tra la direzione del vento e l'entità 1.

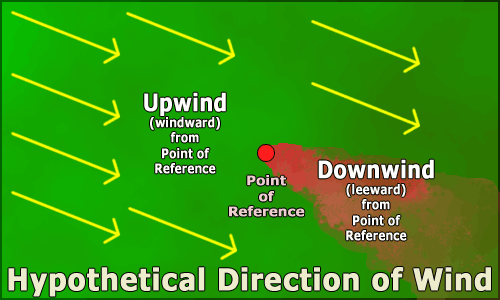
Diagramma esplicativo dei concetti di sopravento e sottovento. In giallo è indicata la direzione del vento, in rosso un punto di riferimento. L'area segnata con "upwind" (entità 1) si trova sopravento rispetto al punto di riferimento (entità 2); l'area "downwind" (entità 1) si trova sottovento rispetto al punto di riferimento (entità 2).

## In barca
Il termine è utilizzato prevalentemente nella navigazione a vela, dove è importante stabilire qual è il lato di sopravvento per regolare di conseguenza la posizione dell'equipaggio. Operativamente, si può dire che il lato di sopravvento è, salvo che nell'andatura di poppa piena e controvento, quello opposto al boma della randa. Ove non sia presente tale tipo di attrezzatura, il lato di sopravvento rimane, in ogni caso, quello colpito per primo dal vento. In poppa piena non esiste un vero e proprio lato di sopravvento a livello di singola imbarcazione, poiché è la poppa a essere colpita per prima dal vento; tuttavia, è possibile stabilire se una barca si trova sopravvento rispetto a un'altra.

## In regata
Fondamentale è la conoscenza del concetto di sopravento e sottovento nell'ambito del diritto di rotta e in particolare del regolamento di regata. Secondo le vigenti regole in materia di diritto di rotta e prevenzione degli abbordi, tra imbarcazioni con il medesimo sistema di propulsione che navigano sulle stesse mura, l'imbarcazione che naviga sopravento deve lasciare spazio (in gergo "dare acqua") all'altra. Stesse regole valgono nel regolamento internazionale di regata pubblicato dalla Federazione Internazionale della Vela.

## In altre discipline
Il concetto di sopravento e sottovento non è comune solamente alla nautica o agli sport acquatici. Si tratta di un concetto fondamentale in molte discipline (non solo sportive) che, in diversi modi, hanno a che fare con il vento. 

### Geografia
Il concetto è invalso, ad esempio, nella descrizione delle isole di un arcipelago o di differenti parti di una stessa isola. La zona sopravvento di un'isola è quella soggetta ai venti regnanti, ossia quei venti che si presentano con maggior frequenza e, solitamente, è la parte più umida; la zona sottovento è, invece, tendenzialmente più secca.